# Petzi

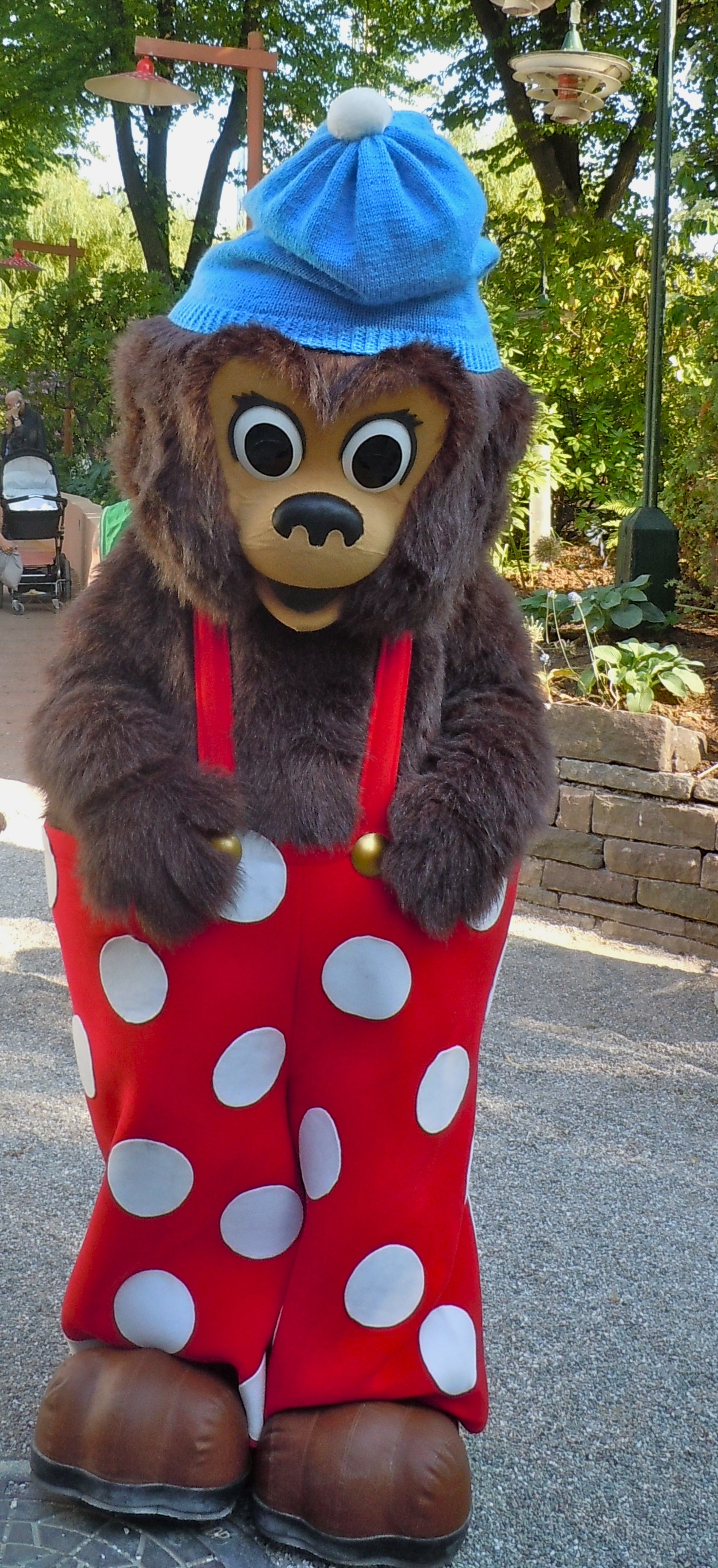
Petzi im Tivoli Vergnügungspark in Kopenhagen.

Die Comic-Reihe Petzi wurde 1951 von Carla und Vilhelm Hansen erfunden und trägt den dänischen Originaltitel Rasmus Klump. Die Reihe erschien zunächst weltweit in vielen Tageszeitungen, wurde ab 1953 in Deutschland auch in Form von farbigen Bilderbüchern durch den für die Veröffentlichung dieser Reihe gegründeten Carlsen Verlag vertrieben.

## Inhalt

### Handlung
Die Geschichten handeln vom Bären Petzi und seinen Freunden – dem Pelikan Pelle, in dessen Schnabel man alles Mögliche findet, dem Pinguin Pingo und dem Seehund Seebär –, die mit ihrem selbstgebauten Schiff „Mary“ die Welt bereisen, dabei allerhand Abenteuer erleben und andere Tiere treffen. Für Nebenhandlungen sorgen die Figuren Schildkröte, Frosch, Papagei und Mausi. Außerdem tritt in einigen Petzi-Bänden der stets hungrige Strauß Karlchen auf, den Petzi und seine Freunde von der Robinsoninsel mitnehmen.
Petzis sich häufig über mehrere Bände erstreckende Reisen enden regelmäßig zuhause mit dem Verzehr hausgemachter Pfannkuchen, die Petzis Mutter backt.

### Figuren

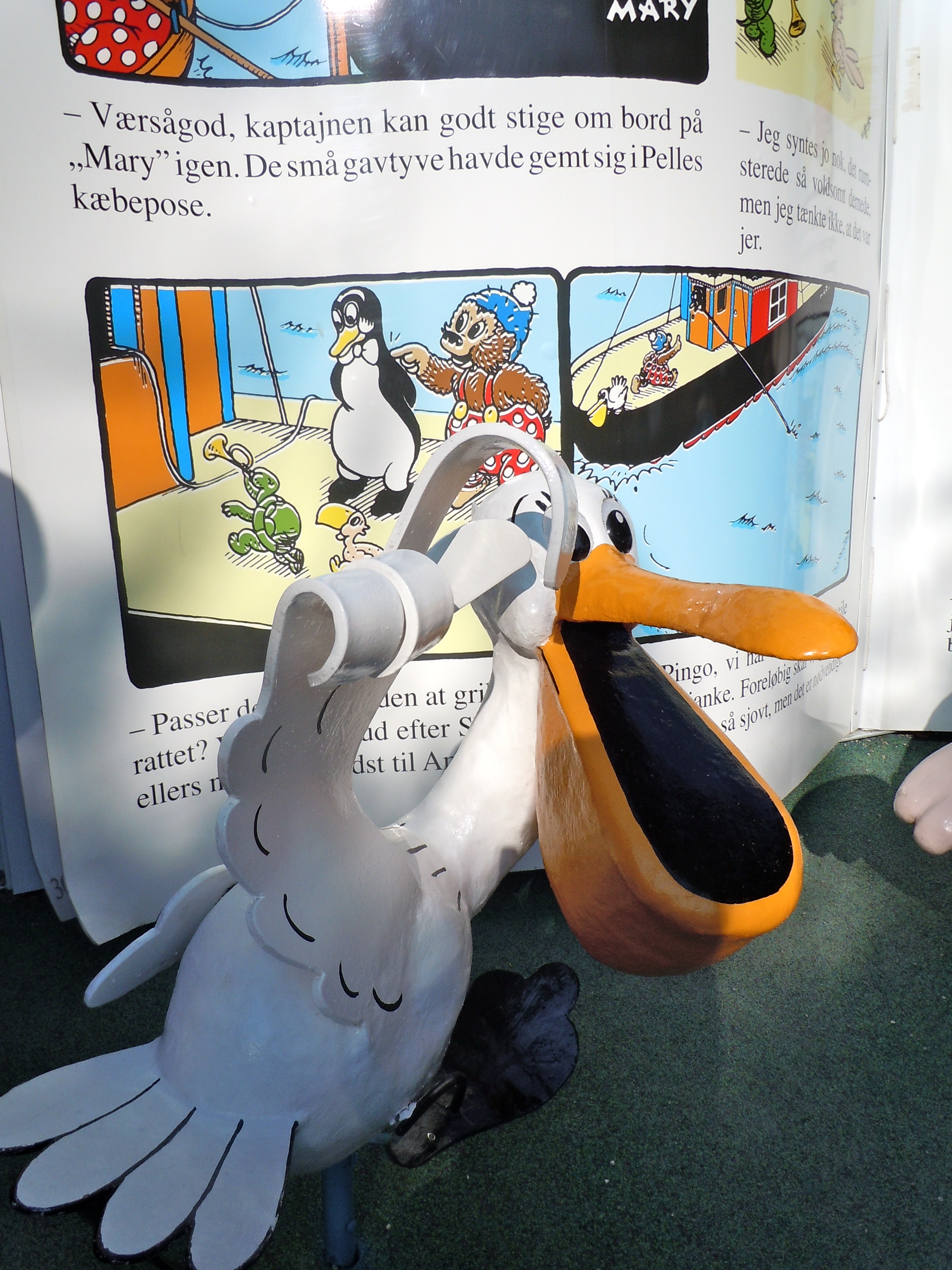
Pelle-Statue im Tivoli Vergnügungspark in Kopenhagen

- Petzi (Rasmus Klump) ist ein kleiner Bärenjunge, der die Welt entdeckt. Sein Name erinnert an den Fabelnamen von Bären, Meister Petz.
- Pingo (Pingo), der Pinguin ist sein Freund, ebenso wie
- Pelle (Pelle), der Pelikan, der stets etwas in seinem Schnabel hat, was gerade gebraucht wird. Manchmal vergisst er, dass er fliegen kann.
- Seebär (Skæg) ist ein Veteran der Seefahrt, der immer gerne die Geschichte vom Sturm in der Biskaya erzählen möchte. Außerdem schläft er sehr viel. Wenn er einmal wach ist, hat er oft gute Ideen, wird aber meistens sehr schnell wieder müde.
- Schildkröte (Pildskadden) und Frosch (Frømand, eigentlicher Name Jabiduttiperslikkenberg), sind kleine Besatzungsmitglieder, die parallel zu den Hauptgeschichten ihren Schabernack treiben, beim Kartenspielen schummeln und als ständige Nebenfiguren ihre eigenen Abenteuer erleben. Rasmus Klump sollte ursprünglich die Geschichte einer Schildkröte werden, möglicherweise lebt in ihr diese Idee weiter.
- Papagei (Gøjen) ersetzt später den Frosch als Nebenfigur.
- Karlchen (Knalle) ist ein nimmersatter Strauß, der immer etwas Medizin bei sich hat und als Schiffsarzt fungiert.
- Petzis Mutter (Mary Klump) wird nicht mit vollem Namen genannt. In den dänischen Buchausgaben wird sie als Frau Klump geführt, und das Schiff ist nach ihr benannt. Ihre Spezialität sind Pfannkuchen.
- Teddy (Dengse) ist Petzis kleiner Bruder. Er taucht nur kurz auf und verschwindet dann wieder aus dem Petzi-Universum.
- Puck (Pluk) wird als Vetter Seebärs vorgestellt. Von Seebär, dem er zum Verwechseln ähnlich sieht, ist er durch sein Tattoo (Schraube statt Anker) sowie durch seine gebogene Pfeife zu unterscheiden. (Die Pfeife wird in späteren Petzi-Büchern wegretuschiert.)
- Ursula (Ursula) ist die Tochter des Königs und gilt den deutschen Fans quasi als Petzis Verlobte.
- Mille ist die Nichte eines Luftballonverkäufers im Tivoli (Kopenhagen). Sie taucht erst in den von Per Sanderhage gestalteten Geschichten auf, als weibliche Ergänzung zur Hauptperson Petzi.

### Flagge

Dannebrog mit skandinavischem Kreuz

Petzis Schiff, die Mary, fährt zunächst mit einer Fantasieflagge, rot mit weißen Punkten, so wie sie die Comic-Figur bei all seinen Abenteuern als Hose mit roten Trägern und goldenen Knöpfen trägt. Da im Herkunftsland wegen des Verbotes von Nationalflaggen anderer Länder nur die dänische, die anderer nordischer Länder, die europäische und die der Vereinten Nationen anzutreffen ist, liegt eine Beeinflussung der Petzi-Flagge durch den ebenfalls rot-weißen Dannebrog nahe. In späteren Ausgaben ist sie direkt durch die dänische Fahne ersetzt.

## Veröffentlichungen

### Der NamePetziim In- und Ausland
Die Bücher erschienen in unterschiedlichen Ländern unter verschiedenen Titeln. → Siehe auch Liste der Petzi-Bücher
- Bamse oder Bamse Bjørn auf Norwegisch (siehe Anmerkung)
- Barnaby Bear, Bruin oder Bundle auf Englisch
- Rasmus Klump auf Dänisch
- Rasmus Klumpur auf Isländisch
- Rasmus Nalle auf Finnisch und Schwedisch
- Rasmus Tøppur auf Färöisch
- Pechi auf Spanisch
- Petzi auf Deutsch, Französisch, Italienisch und Portugiesisch
- Pol auf Niederländisch

Anmerkungen: Die norwegische Version des 6. Bandes heißt Bamse Bjørn på skilpaddeøya, die des 8. Bandes Bamse Bjørn som fjellklatrer. Beide sind somit in Bokmål geschrieben. Vergleiche die Bezeichnungen skilpadder und fjellklatrer in Bokmål bzw. skjelpadder und fjellklatrar in Nynorsk. Es wird von norwegischen Büchern berichtet, in denen Petzi ebenso wie im dänischen Rasmus Klump heißt; eine Veröffentlichung in Nynorsk wäre dann denkbar.
Eine chinesische Übersetzung von Petzi als König (Nr. 17) ist bekannt.

### Von Strudsen Rasmus zu Rasmus Klump
1951 wurde Vilhelm Hansen gebeten, eine Drei-Bilder-Strip-Serie zu entwickeln, die Jørgen Clevins „Strudsen Rasmus“ (Rasmus, der Strauß) ersetzen sollte. Vilhelm wollte erst eine Schildkröte zum Hauptdarsteller machen, aber sein Verlag zog einen Teddybären vor. Interessant hierzu ist, dass schon bald eine Schildkröte zum ständigen Begleiter Petzis werden sollte (Siehe Abschnitt Figuren). Klump war der Name des Nachbarshundes.
Der Comic erschien zunächst in Form von Drei-Bilder-Strips in Tageszeitungen. Dabei erschien die erste Geschichte am 17. November 1951 in der dänischen Zeitung Berlingske, während erste deutsche Fassungen in der Rhein-Neckar-Zeitung am 11. Juni 1952 und in der Wilhelmshavener Zeitung am 21. Juni 1952 veröffentlicht wurden.

### Vom Streifencomic zu den Petzi-Bänden
Als immer mehr Petzi-Fans nach gebundenen Ausgaben fragten, wurde eigens hierfür der deutsche Carlsen Verlag gegründet, der ab 1953 viele der Geschichten als farbige Bilderbücher veröffentlichte, zunächst im Querformat und ab dem siebten Band im Hochformat. Es wurden jedoch einige Bilder und Story-Elemente der ursprünglichen zwischenzeitlich etwa 3000 Strips mit meist je drei Bildern ausgelassen. Ab dem fünften Band stimmt die Reihenfolge der Bände generell nicht mehr mit der der Original-Strips überein. Die Comics enthalten bis auf einige neuere Überarbeitungen keine Sprechblasen, sondern Untertitel.
Von September bis November 1977 veröffentlichte der Hamburger Verlag Gruner + Jahr die Comiczeitschrift Petzi und alle seine Freunde. Insgesamt erschienen vier Ausgaben (20–23/1977) mit alten Geschichten. Der Zeitschrift war – ähnlich wie bei Yps – ein Gimmick beigefügt.
Mitte der 1960er Jahre begann Vilhelm Hansen damit, sich zurückzuziehen. Zunächst wandelte er die längeren Handlungen in Form von Fortsetzungen in Kurzepisoden um, um schließlich ganz als Zeichner aufzuhören. In Zusammenarbeit mit seiner Frau als Texterin erschienen weiterhin Hunderte von Petzi-Strips, nun aber – wie zum Ende hin auch bei Hansen selbst – mit Sprechblasen anstelle von Untertiteln.

### Entwicklung seit 1978
Von Juli 1978 bis Mai 1979 erschienen einige dieser Strips nach Hansens Rückzug auch als 32-seitige Comic-Beilage im sogenannten Piccolo-Format der Kinderzeitschrift Sesamstraße, die von Februar 1973 bis Mai 1979 bei Gruner und Jahr von der Redaktion der Zeitschrift Eltern erstellt wurde. Mit einer Ausnahme erschienen diese Geschichten nie wieder auf Deutsch; es gibt keine Angaben zum Zeichner, nur eine Geschichte (Petzi und der Weihnachtsbaum, erschien später in der Reihe Pixi-Bücher) war von Vilhelm Hansen signiert. Alle Geschichten hatten jedoch den Copyrightvermerk (C) PIB/Carlsen-Verlag Reinbek.
1979 wanderten die Rechte an der Sesamstraße an den Condor Verlag. Die alte Sesamstraße-Redaktion brachte ab Juni 1979 die Zeitschrift Safran heraus, zu der ebenfalls ein 32-seitiges Petzi-Heft im Piccolo-Format mit neuen Geschichten gehörte. Safran wurde im Februar 1980 eingestellt. Insgesamt erschienen 20 Geschichten.
Bis 2008 erschienen insgesamt 40 Bände des Comics. Hinzu kommen seit 1966 Petzi-Abenteuer, die im Kleinformat in der Reihe „Pixi-Bücher“ erschienen sind.
Von neuen Autoren und neuem Zeichner stammen acht Bände. 2006 wurden Storyelemente der Original-Strips der Hansens neu gezeichnet und nacherzählt in acht Bänden wieder aufgelegt.
Seit 2010 erscheinen im Esslinger Verlag die Querformat-Ausgaben aus den 1950er Jahren in weniger gekürzter Originalfassung. Jedoch fehlen, das zeigt ein Vergleich mit den in den 90er Jahren vor allem in Belgien erschienenen Comic Strips, nach wie vor einzelne Zeichnungen.
Auffallend ist, dass Seebär (und seinem Vetter Puck) in späteren Auflagen die Pfeife wegretuschiert wurde, dies erinnert an Lucky Luke, der inzwischen ebenfalls das Rauchen aufgeben musste.
2013 erschien im Carlsen-Verlag ein 368 Seiten starkes Buch Petzi – die gesammelten Reiseabenteuer Band 1: 1951–1955 mit den vollständigen Bilderserien und dem originalen Texten in s/w und fast 30 Seiten Hintergrundinformationen zu Petzi und Carla und Vilhelm Hansen. Am 22. April 2014 ist der zweite Band Petzi – Die gesammelten Reiseabenteuer, Band 2: 1955–1959 erschienen.

### Jahresbücher
1972 erschien ein aufwändig gezeichneter Petzi-Kalender mit 13 von Hansen erstmals auch selbst kolorierten seitenfüllenden Bildern zu jedem Monat des Jahres („Mit Petzi durch das Jahr“). Um einige Miniaturen bereichert, erschien dieser wohl schönste Petzi-Band (da vollständig aus Vilhelm Hansens Hand) zwei Jahre später in Hardcover-Buchform.
Ein Jahr später erschien mit Petzi will angeln ein weiteres Hardcover, wieder mit komplett von Hansen kolorierten seitenfüllenden Bildern.

### Zeichentrickserie
1996 war Petzi als Zeichentrickserie in einigen Ausgaben der Kindersendung Die Sendung mit der Maus und später bei KiKA zu sehen. Die ungekürzten Fassungen der Geschichten mit einer Länge von jeweils ca. sechs Minuten wurden ab 1997 auf VHS und ab 2004 auf DVD veröffentlicht. Seit September 2018 strahlen der KiKa und das ZDF eine 3D-Version von Petzi in 26 Folgen aus. Sie sind jeweils zwölf Minuten lang, erzählerisch anspruchsvoller und wurden vom mehrfach preisgekrönten Ludwigsburger Studio SOI entwickelt und animiert. Seit Dezember 2018 gibt es auch diese Serie auf DVD. Die neuen Episoden von Petzis neuen Abenteuern konnten vom Sendestart weg mit durchschnittlich über 50 % MA in der Zielgruppe 3–13 Jahren überzeugen. Zeitgleich zur Ausstrahlung im ZDF und KIKA wurden neue Lizenzprodukte (u. a. Bettwäsche von Klaus Herding GmbH, Hörspiele von Sony Music Entertainment Germany GmbH, Puzzles und Plüsch von Schmidt Spiele GmbH, Figurines von Bullyland GmbH) auf dem deutschsprachigen Markt durch die Nebenrechteabteilung der Telepool GmbH, München  gelauncht.